# Isla Conejera (Ibiza)
Conejera (Conillera en catalán) es un islote situado en el extremo occidental de la isla de Ibiza, a la altura de San Antonio. Pertenece al municipio español de San José, en las Islas Baleares.

## Descripción
Tiene una superficie de aproximadamente 1,00 km² y un faro. La isla, que está deshabitada, está situada al oeste de la de Ibiza. En la costa sur se encuentra el islote de Bosc. La manera más fácil de llegar es mediante una embarcación pequeña desde el puerto de San Antonio, con aproximadamente una hora de recorrido.
La isla aparece descrita en el sexto volumen del Diccionario geográfico-estadístico-histórico de España y sus posesiones de Ultramar de Pascual Madoz, en una entrada que parece mezclar la isla Conejera ubicada al este de Ibiza con la Conejera perteneciente al archipiélago de Cabrera.

## Enlaces
- Mapas
- Mapa

- Datos: Q647869
- Multimedia: Illa Conillera / Q647869